# 西巻正郎
西巻 正郎（にしまき まさお、1914年 - 1996年） は、日本の電気工学者。東京工業大学名誉教授。元電子通信学会編集長。

## 人物・経歴
1939年東京工業大学電気工学科卒業、東京工業大学助手。1945年東京工業大学助教授。1954年東京工業大学工学博士。1955年東京工業大学教授。1974年電子通信学会編集長、電子通信学会副会長。1975年千葉大学教授、東京工業大学名誉教授。1980年幾徳工業大学教授。指導学生に大見忠弘など。

## 著書
- 『マイクロ波真空管とその回路』オーム社 1955年
- 『ラジオ・テレビ講座 3 : 入門より設計・組立・調整・修理まで』共立出版 1955年
- 『マイクロ波電子管』オーム社 1958年
- 『電子管とトランジスタ』共立出版 1961年
- 『基礎電気工学講座 12 : 電子管とトランジスタ』共立出版 1967年
- 『電子通信学会大学講座 9 : 電気音響振動学』コロナ社 1969年
- 『電気学』森北出版 1973年
- 『電磁気学』培風館 1974年
- 『基礎とデバイス』培風館 1975年
- 『電気音響振動学』コロナ社 1978年
- 『基礎電気磁気学 : 大学課程』オーム社 1981年
- 『電気磁気』森北出版 1987年
- 『電気音響概論』森北出版 1989年
- 『電気回路の基礎』森北出版 1990年